# قایق یخ

قایق یخ

قایق یخ گونه‌ای قایق بادبانی است که در زیر آن چوب اسکی یا اسکیت‌هایی قرار داده شده تا بتواند بر روی سطوح یخ‌زده بلغزد.
قایق‌های یخ معمولاً یک‌نفره هستند ولی طرح‌های دونفره هم ساخته شده که با نام نایتس (Nites) نامیده می‌شوند. برخی از نایتس‌ها دارای صندلی بغلی برای نفر دوم هستند.